# Ращупкина, Александра Митрофановна
Алекса́ндра Митрофа́новна Ращупкина (1 мая 1914 — 13 июля 2010) — советская танкистка, участница Великой Отечественной войны. В годы войны под мужским именем  служила механиком-водителем танка Т-34. Единственная в Самарской области женщина-танкист, участница Великой Отечественной войны.

## Биография

### Ранние годы
Родилась 1 мая 1914 года в Сыр-Дарьинске (ныне Узбекистан). Выросла в Узбекской ССР, научилась управлять трактором и работала трактористом. Вышла замуж, родила двоих детей, затем вместе с семьёй переехала в Ташкент. Там оба ребёнка умерли в младенческом возрасте.

### На фронт
С началом Великой Отечественной войны муж Александры Ращупкиной был призван в ряды РККА и направлен на фронт. 27-летняя Александра неоднократно обращалась в военкомат с просьбой также отправить её на войну, но получила отказ.
В 1942 году, коротко постригшись, в мужской одежде она снова пришла в военкомат и, воспользовавшись неразберихой с документами, записалась в число новобранцев под именем Александра Ращупкина.
Была направлена в Подмосковье на курсы шофёров, затем на двухмесячные курсы механиков-водителей танка под Сталинградом. Врач, проводивший медосмотр новобранцев, возмущённо заявил, что обязан доложить командованию, но Александра сумела его убедить, сказав, что обязана защищать Родину и всё равно прорвётся на фронт. Врач согласился не выдавать её: «Эх, ну и девка… Просто Жанна д'Арк!».
Когда до окончания учёбы оставалось три дня, территория школы оказалась в немецком тылу, так как немецкие войска стремительно продвигались к Сталинграду (по другим сведениям — школа подверглась авианалёту). Курсантам пришлось пробираться к своим войскам небольшими группами. По воспоминаниям Ращупкиной, «днями идти не получалось, ночами частенько передвигались ползком. От формы остались одни лохмотья. Дошли одинаково живописными: одежда, сапоги, руки и даже лица были одного цвета — земляного. И знаете, я переживала из-за того, что плохо выгляжу. Женщина остаётся женщиной даже в мужском обличье».

### Механик-водитель Т-34
Спустя неделю Ращупкина была направлена на фронт механиком-водителем танка Т-34. Воевала в составе 62-й армии под руководством генерала Чуйкова. В части её прозвали «Сашка-сорванец». По воспоминаниям Ращупкиной, «ради чего я так рвалась на передовую? Ради близких, конечно. Хоть и кричали на фронте „За Родину! За Сталина!“, но воевали все равно за родных, конкретных людей. Кто за маму, кто за сестру или брата».
Участвовала в боях за Сталинград, в освобождении Польши. В течение почти трёх лет ни экипаж танка, который водила Ращупкина, ни другие однополчане не подозревали, что она — женщина. Впоследствии она рассказывала: «Стриглась я как мужчина, фигура всегда была мальчишеской — бёдра узкие, плечи широкие, груди почти нет. А раздеваться на фронте приходилось нечасто — разве что помыться. Но я старалась отдельно от всех вопросы гигиены решать, ссылаясь на стеснительность. Мужики ржали: «Ты, Сань, прям как девка!» но особого внимания на эту мою прихоть не обращали». Мужские привычки Александра хорошо изучила ещё до войны, и оставалось только чуть снижать голос.
Тайна открылась в феврале 1945 года, когда танковые войска наступали по территории Польши. В городе Бунцлау (ныне Болеславец), где Т-34 Ращупкиной попал в засаду немецких «Тигров» и был подбит. Ращупкина была тяжело ранена в бедро и контужена, на выручку бросился другой механик-водитель танка, шедшего рядом,  Виктор Пожарский. Он стал её перевязывать и распознал в «Сашке-сорванце» девушку.
После этого она была направлена в госпиталь, где находилась на излечении в течение двух месяцев. В это время в полку разразился большой скандал. Когда дело дошло до командования, за отважную танкистку вступился сам генерал Чуйков. В итоге Ращупкина избежала наказания и была оставлена в полку, при этом все документы были переоформлены на женское имя.

### Послевоенные годы
Осерчала я на телевизионщиков. Пригласили меня, 92-летнего человека, на передачу. Думала, про то, как я воевала, что повидала. А они под лампой на жаре три часа продержали, аж глаза мои заболели, и ну потом всякие глупости выспрашивать. Как, мол, я у себя в танке переодевалась? И как у меня там с мужчинами? Про сексализм какой-то…
После войны Александра Ращупкина была демобилизована и встретилась со своим мужем, который выжил и тоже вернулся с войны покалеченным. Вместе они переехали в Куйбышев (ныне Самара), где затем прожили 28 лет, пока мужа не стало. Детей у них не было из-за фронтовых ранений. Александра работала водителем, окончила политехнический институт, получив диплом инженера. Двоюродная сестра живёт в Ташкенте.
Активно участвовала в самарской общественной организации женщин-фронтовичек. Поддерживала отношения со школьниками и учителями 29-й школы. Из дневника А. М. Ращупкиной:

Внуки часто спрашивают меня о здоровье, о том, что буду готовить на ужин, принимала ли я лекарства сегодня, какие передачи смотрела по телевизору и что прочитала в газете. Ребятушки, милые, спросите меня о войне!!!

Александра Ращупкина скончалась 13 июля 2010 года, в возрасте 96 лет, в Самаре.

## Награды
Советские государственные награды:
- Орден Отечественной войны II степени (6 апреля 1985[4])
- Орден Красной Звезды
- медали

## Оценки и мнения
Ращупкину сравнивают с «кавалерист-девицей» Надеждой Дуровой, которая в 1806 году под мужским именем поступила на военную службу и затем сражалась против французской армии.
Единственная в Самарской области женщина-танкист, участница Великой Отечественной войны, Александра Ращупкина — не единственная в России. В Москве известна фронтовичка-танкист полковник Людмила Ивановна Калинина, у томичей тоже есть своя женщина-танкист — Герой Советского Союза Мария Васильевна Октябрьская. Всего в танковых войсках было менее 20 женщин-танкистов, участников Великой Отечественной войны, из которых три окончили танковые училища. Бывший санинструктор Ирина Левченко в 1943 году окончила ускоренный курс Сталинградского танкового училища и служила офицером связи 41-й гвардейской танковой бригады, командовала группой лёгких танков Т-60. Младший техник-лейтенант Александра Бойко (Моришева) — в 1943 году окончила Челябинское танковое училище и воевала на тяжёлом танке ИС-2. Дочь Кирова гвардии капитан Евгения Кострикова после окончания Казанского танкового училища командовала танковым взводом, а в конце войны — танковой ротой.
См. также: Женщины-танкисты

## Память
Александре Ращупкиной посвящён один из стендов школьного музея 29-й школы города Самары.